# Chris Burke
Christopher Joseph Burke, noto come Chris (Point Lookout, 26 agosto 1965), è un attore, scrittore e attivista statunitense.
È affetto da sindrome di Down ed è noto al pubblico italiano come Corky nel telefilm degli anni novanta Una famiglia come tante e nei panni dell'angelo Taylor nel telefilm Il tocco di un angelo.

## Biografia
Ultimo di 4 figli di Marian Burke, ex trade-show manager, e Frank Burke, ex ispettore della polizia di New York, d'origini irlandesi, Chris Burke è nato con la sindrome di Down; ai genitori è subito consigliato di metterlo in istituto, ma decidono di tenerlo con loro. Lo incoraggiano a seguire i suoi sogni anche grazie all'aiuto dei fratelli che tuttora collaborano con lui.
Nei primi anni ottanta s'iscrive alla scuola pubblica, con tante difficoltà per l'epoca, si diploma nel 1986, per poi dedicarsi a lavori di volontariato.

## Attività artistica
I suoi inizi come artista avvengono grazie al tip-tap. In seguito decide di dedicarsi alla recitazione, mentre frequenta la Scuola di Don Guanella. Si lascia ulteriormente ispirare frequentando scuole serali, facendo audizioni, scrivendo soggetti e leggendo libri.
Inizia a lavorare per la ABC nel telefilm Una famiglia come tante nel ruolo di Corky, molto apprezzato in patria e nel resto dei paesi dove viene trasmesso. Poi è la volta di Taylor ne Il tocco di un angelo.

## Attività legate alla sindrome di Down

### Relatore
Burke parla agli studenti nelle università americane. È ambasciatore della National Down Syndrome Society, è redattore per il trimestrale, Straight Talk nonché portavoce del National Down Syndrome Congress.
Il 20 giugno 2013 entra a far parte del gruppo internazionale "He is Back".

### Scrittore
Nel 1992, Burke ha scritto un'autobiografia, il New York Times Best seller, A Special Kind of Hero. Ha contribuito ad un capitolo intitolato Believe in Yourself nel libro del 1999, Down Syndrome: A Promising Future, Together, edito da T.J. Hassold & D. Patterson e pubblicato Wiley-Liss.

## Altro
Ha una band (un trio) coi suoi amici, i gemelli Joe e John DeMasi, che ha conosciuto in un campeggio per disabili, dove facevano gli animatori musicali. Hanno prodotto svariati album.